# Wolfgang Heißler
Wolfgang Heißler (* 4. November 1948 in Innsbruck) ist ein österreichischer Musikpädagoge, Komponist und Kapellmeister.

## Leben
Wolfgang Heißler studierte Klavier in München, Dirigieren in Berlin, Bremen, Wien (u. a. bei Hans Swarowsky), Komposition und Musiktheorie in Hamburg.
Von 1975 bis 1988 hatte er verschiedene Engagements in Deutschland als Theaterkapellmeister und war als Musikschullehrer sowie als Lehrbeauftragter an der Hochschule für Künste Bremen tätig. 1980 gründete er das Kammerensemble Norddeutscher Kammerkreis, das er bis 1982 leitete.
Ab 1988 war er zunächst Lehrbeauftragter und Vertragslehrer und von 1998 bis 2017 als ordentlicher Universitätsprofessor für Tonsatz an der Universität für Musik und darstellende Kunst Wien tätig.
Von 2003 bis 2013 war er Studiendekan für musikpädagogische Studienrichtungen, 2014/2015 Vizerektor für Studium und Lehre. Außerdem langjährige Tätigkeit in verschiedenen akademischen Gremien; u. a. Mitglied in Studienkommissionen, Universitätskollegium und Senat, Vorsitzender des Gründungskonvents. Heißler ist Begründer und Ehrenmitglied des Alumni-Netzwerkes Musikpädagogik Wien.
Er war Liedbegleiter und Kammermusiker (Pianist) in zahlreichen Konzerten sowie Referent in verschiedenen Fortbildungsveranstaltungen und Kursen. Seine Kompositionen wurden u. a. in Österreich, Deutschland, Schweiz, Italien, Ungarn, Ukraine und Taiwan aufgeführt.
Wolfgang Heißler lebt in Wien und ist seit 1975 mit der Restauratorin und Künstlerin Elvira Heißler (geb. Raymann) verheiratet. Das Paar hat drei Kinder.

## Werke (Auswahl)
U. a. etwa 100 Lieder (davon über 70 mit Klavierbegleitung, die anderen mit verschiedenen Instrumentalensembles), Orchesterstücke (auch für Jugendorchester), Kammermusik für verschiedene Besetzungen, Klavierstücke (auch zu vier Händen), Chorstücke, Die Leihgabe (weihnachtliches Singspiel für Kinder).
- 1989: Drei Volkslieder
- 1990: Sechs kleine Lieder und Duette – nach bayrischen Gedichten von Betty Simmerl
- 1991: Fünf Lieder – nach Gedichten von Rainer Kunze
- 1992: Divertimento für Jugendstreichorchester
- 1993: Aus einem Brief von Franz Kafka (Kammerorchester, Sopran)
- 1994: Jesaja 29:17-19 – achtstimmiger gemischter Chor
- 1997: Concerto für Streichorchester
- 1998: Fünf Lieder – nach Gedichten von Hilde Domin
- 1999: Quintett für Blasinstrumente
- 1999: Drei kleine Stücke – für Klavier zu vier Händen
- 2000: Zwei Klavierstücke
- 2000: Suite – für Jugendkammerorchester
- 2000: Sonatine – für junge Klavierspieler
- 2001: Vier kleine Dialoge (Duo)
- 2001: Vier mal drei Haikus für gemischten Chor
- 2002: Die Leihgabe – Oper für Kinder nach einer Erzählung von Wolf Dietrich Schnurre
- 2005: Introduktion und Fuge – für Orchester
- 2005: Ouvertüre – für Orchester
- 2005: Ouvertüre – für kleines Orchester
- 2006: Vier Lieder nach Gedichten von Werner Bergengruen
- 2006: Zwei Lieder – nach mittelalterlichen Gedichten
- 2006: Viva la musica – Drei Stücke
- 2006: Drei Lieder – nach Gedichten von Josef Weinheber
- 2008: Drei Lieder – nach Gedichten von Rose Ausländer
- 2008: Drei Lieder – nach Gedichten von Hilde Domin
- 2008: Zwei Lieder – nach Gedichten von Hans Maier
- 2008: Studie – für Violine Solo
- 2009: Streichquartett – Thema und Variationen über den Namen Joseph Haydn
- 2009: Vier Lieder – nach Gedichten von Giuseppe Ungaretti
- 2010: Drei Lieder – nach Gedichten von Rainer Maria Rilke
- 2011: Die vier Jahreszeiten – Lieder nach Gedichten für Kinder von Mascha Kaléko
- 2012: Vier Psalmen / Drei Psalmen
- 2012: Was blühen muß, blüht – Fünf Lieder nach Gedichten von Reiner Kunze
- 2012: Wiener Lied – Text nach Camillo Öhlberger
- 2013: Der taumelnde Kontinent – Musik zum Dokumentarfilm
- 2013: Drei Stücke – nach Gedichten von Joachim Ringelnatz
- 2013: Drei Stücke – nach Gedichten von Else Lasker-Schüler
- 2014: Drei kleine Stücke – für Klavier
- 2015: Dem Ziel entgegen – Fünf Lieder nach Gedichten verschiedener Autoren

## Publikationen (Auswahl)
- Heinz Kratochwil: Das Klavierwerk. In: CD-Booklet zu Heinz Kratochwil: Das Klavierwerk. Hochschule für Musik und darstellende Kunst Wien, 50 Jahre Abteilung Musikpädagogik, Wien 1997.
- Theorieunterricht an Musikschulen – Gedanken zur Ausbildung. In: Michael Hrubý (Hg.): Musik lehren lernen. Momentaufnahmen und Perspektiven universitärer Musikpädagogik. Festschrift Ewald Breunlich zum 60. Geburtstag. Universal Edition UE 26285, Wien 2000.
- Überlegungen zum Musikkundeunterricht. In: Wolfgang Heißler (Hg.): „Musik begreifen“, Reden & Schriften Nr. 6, Universität für Musik und darstellende Kunst Wien, Wien 2004.
- „Empfindungen... durch den Zauber der musikalischen Poesie wirklich veredelt und idealisiert“. – Satztechnisch-kompositorische Aspekte in Joseph Haydns „Die Jahreszeiten“. In: Hubert Gruber-Rust (Hg.): Die Jahreszeiten des Joseph Haydn – Ein musikalisch-interdisziplinärer Dialog. Bibliothek der Provinz, Weitra 2009.
- Elisabeth Haas, Wolfgang Heißler, Martina Schneider: Ich wolltʼ, ich wärʼ ein Halbtonschritt – Musik erleben, beschreiben, verstehen (Lehrer- und Schülerheft). Breitkopf & Härtel, Wiesbaden 2010, ISBN 9783765103629.
- Anmerkungen zur „PädagogInnenbildung neu“. In: Kunsträume Juni 2011. Universität für Musik und darstellende Kunst Wien, Wien 2011.

## Auszeichnungen (Auswahl)
- 1993: Hamelner Jugendmusikschulpreis
- 2004: Kunstpreis der Stadt Innsbruck (Vokalwerke)
- 2014: Großes silbernes Ehrenzeichen für Verdienste um die Republik Österreich